# Rubiteucris siccanea
Rubiteucris siccanea là một loài thực vật có hoa trong họ Hoa môi. Loài này được (W.W.Sm.) P.D.Cantino miêu tả khoa học đầu tiên năm 1998 publ. 1999.